# Trichobius leionotus
Trichobius leionotus är en tvåvingeart som beskrevs av Wenzel 1976. Trichobius leionotus ingår i släktet Trichobius och familjen lusflugor. Inga underarter finns listade i Catalogue of Life.